# Sacedón (kommunhuvudort)
Sacedón är en kommunhuvudort i Spanien.   Den ligger i provinsen Provincia de Guadalajara och regionen Kastilien-La Mancha, i den centrala delen av landet, 80 km öster om huvudstaden Madrid. Sacedón ligger 747 meter över havet och antalet invånare är 1 674. Den ligger vid sjön Pantano de Entrepeñas.
Terrängen runt Sacedón är huvudsakligen kuperad, men åt sydost är den platt. Runt Sacedón är det mycket glesbefolkat, med 6 invånare per kvadratkilometer. Sacedón är det största samhället i trakten. Omgivningarna runt Sacedón är i huvudsak ett öppet busklandskap.